# 日本エイペックス
株式会社日本エイペックス（にほんエイペックス）は、かつて大阪市に本社を置いていた不動産企業。 不動産の企画・開発から分譲までを行う総合ディベロッパー。関西を中心に自社の分譲マンション「エイペックスシリーズ」を展開していた。

## 概要
2000年（平成12年）4月設立。翌2001年（平成13年）に京都市上京区、大阪市中央区、大阪市北区に「エイペックスシリーズ」を完成。以後、大阪市内、京都市内を中心に「エイペックスシリーズ」が分譲される。近年では、2006年（平成18年）5月、神戸市中央区や、2007年（平成19年）3月、名古屋市中区にも進出した。
しかし、2008年（平成20年）に入ってから、アメリカ発の金融不安や、日本国内においても不動産業者に対する融資引き締めの影響で経営が悪化。ついに10月15日にすべての業務を停止。業務を弁護士に一任したうえで、自己破産の申請を準備することとなった。
2007年6月施行の建築基準法の改正に伴う建築確認の遅れや資材価格の高騰などによるマンション価格上昇に加え、経済先行き不安による購入意欲の減退などから分譲マンション市場全体の低迷を受けて、今期に入ってからは急激な販売不振に陥り資金繰りが悪化していた。そのため、支払猶予や返済繰延でしのいでいたが、2008年9月末には取締役の過半数が辞任する事態となり、自己破産申請へ至ったもの。
負債は2008年3月期末で約34億7700万円。

## データ
- 本社 ： 大阪市中央区南本町2丁目6番12号　サンマリオンNBFタワー6F・7F
- 名古屋支店 ： 名古屋市中村区名駅4丁目5番27号　大一名駅ビル5F
- 鹿児島支店 ： 鹿児島市西田2丁目21番3号 NUビル6F

### グループ会社
- 株式会社エイペックスコミュニティ